# 大果水竹叶
大果水竹叶（学名：Murdannia macrocarpa）是鸭跖草科水竹叶属的植物。分布在泰国以及中国大陆的广东、云南等地，生长于海拔930米至1,600米的地区，见于林中或无林湿地，目前尚未由人工引种栽培。